# Sempervivoideae
Sempervivoideae (Arnott, 1832) è la più numerosa delle tre sottofamiglie della famiglia delle Crassulaceae.
A differenza delle altre due sottofamiglie (Crassuloideae e Kalanchoideae) è diffusa nelle zone a clima temperato. Il genere più grande della sottofamiglia è Sedum, che conta circa 480 specie.

## Tassonomia
La sottofamiglia comprende trenta generi in quattro tribù::
- Tribù Aeonieae Tiede ex Reveal
  - Aeonium Webb & Berthel.
  - Aichryson Webb & Berthel.
  - Monanthes Haw.
- Tribù Sedeae Fr.
  - Afrovivella A.Berger
  - Chaloupkaea Niederle
  - Cremnophila Rose
  - Dudleya Britton & Rose
  - Echeveria DC.
  - Graptopetalum Rose
  - Lenophyllum Rose
  - Pachyphytum Link, Klotzsch & Otto
  - Pistorinia DC.
  - Prometheum (A.Berger) H.Ohba
  - Rosularia (DC.) Stapf
  - Sedum L.
  - Thompsonella Britton & Rose
  - Villadia Rose
- Tribù Semperviveae Dumort.
  - Petrosedum Grulich
  - Sempervivum L.
- Tribù Umbiliceae Meisn.
  - Chiastophyllum (Ledeb.) A.Berger
  - Hylotelephium H.Ohba
  - Meterostachys Nakai
  - Kungia K.T.Fu
  - Orostachys Fisch.
  - Perrierosedum (A.Berger) H.Ohba
  - Phedimus Raf.
  - Pseudosedum (Boiss.) A.Berger
  - Rhodiola L.
  - Sinocrassula A.Berger
  - Umbilicus DC.